# 2 Dywizjon Pociągów Pancernych

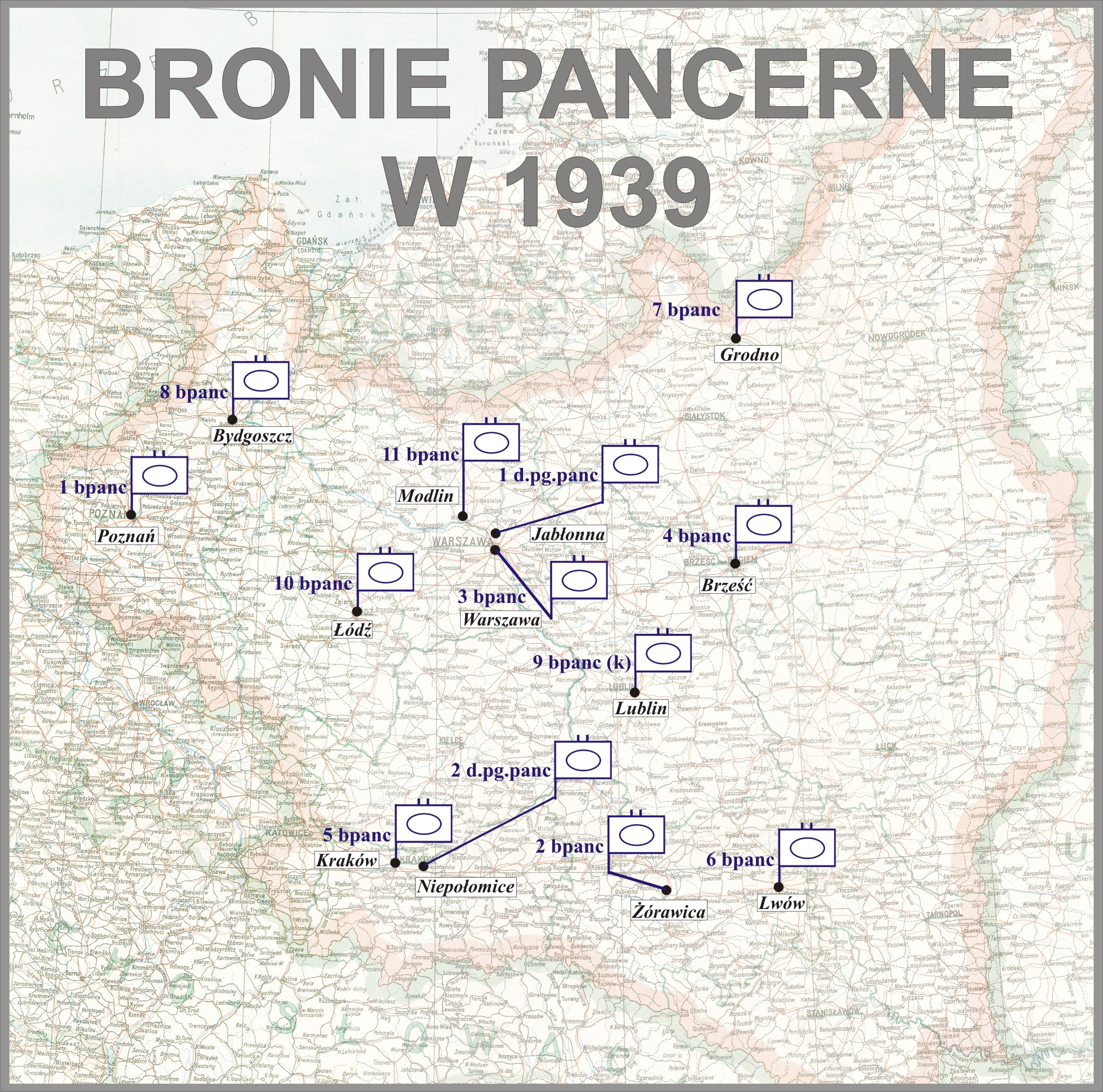
Bronie Pancerne Wojska Polskiego w 1939 przed wybuchem II wojny światowej

2 Dywizjon Pociągów Pancernych (2 d.pg.panc.) – oddział broni pancernych Wojska Polskiego w II Rzeczypospolitej.

## Formowanie i zmiany organizacyjne
Dywizjon sformowany został 17 kwietnia 1928 roku w garnizonie Niepołomice, na terenie Okręgu Korpusu Nr V w Krakowie. Do organizacji pododdziału wykorzystano żołnierzy i sprzęt wydzielony z 1 pułku saperów kolejowych. Jednostka wykorzystywała także bocznicę stacji kolejowej Kraków Bonarka, gdyż bocznica w Niepołomicach była zbyt mała, by pomieścić więcej niż jeden pociąg. Niepołomice były miejscem stacjonowania dywizjonu, a Kraków Bonarka składnic i magazynów. W latach 30. bocznicę w Niepołomicach rozbudowano, zbudowano też warsztaty naprawcze, koszary dla załogi pociągu szkolnego i kompanii drezyn.
Dywizjon posiadał sześć pociągów pancernych:
- „Śmiały”
- „Groźny”
- „Piłsudczyk”
- „Stefan Czarniecki”
- „Pierwszy Marszałek”
- „Bartosz Głowacki”

W 1930 pociąg pancerny „Stefan Czarniecki” został rozformowany. Pozostałych pięć pociągów pozostało w składzie dywizjonu do września 1939, przy czym trzy z nich stanowiły zapas mobilizacyjny, a dwa zakwalifikowane zostały do grupy „ćwiczebno-mobilizacyjnej”. Do tej drugiej grupy należał pociąg pancerny „Pierwszy Marszałek”, użytkowany w charakterze pociągu manewrowego oraz pociąg pancerny „Piłsudczyk”, będący pociągiem szkolnym.

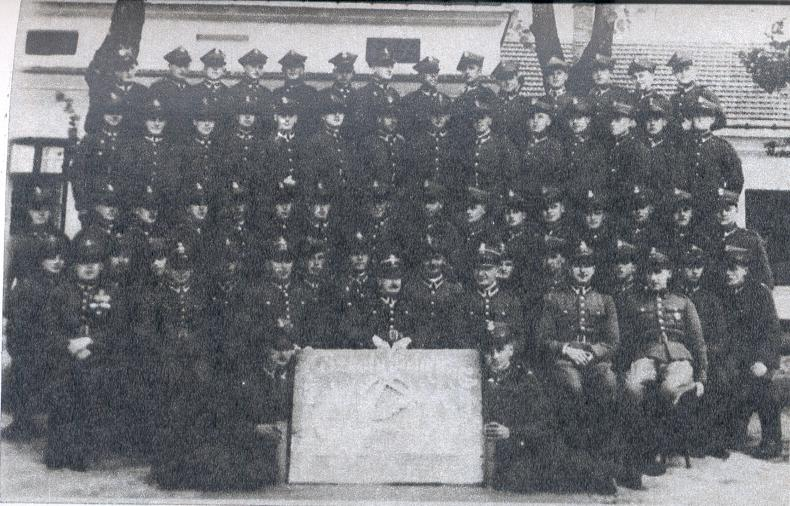
Słuchacze szkoły podoficerskiej 2 Dywizjonu w 1936 r.

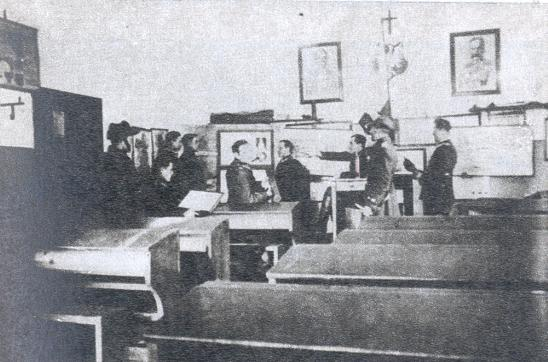
Sala wykładowa w koszarach 2 Dywizjonu w Niepołomicach

Do 15 maja 1930 dywizjon był jednostką saperów kolejowych, a następnie jednostką broni pancernych.
Minister spraw wojskowych rozkazem B. Og. Org. 403 Tjn. Org. II, ogłoszonym 18 maja 1929, przydzielił dywizjon pod względem wyszkolenia do 5 Grupy Artylerii.
Od lutego 1934 dywizjon w czasie pokoju podlegał, za pośrednictwem dowódcy broni pancernych, I wiceministrowi spraw wojskowych, a pod względem zaopatrzenia w sprzęt i materiały oraz administracyjnym – II wiceministrowi spraw wojskowych. W latach 1937–1938 utworzone zostały trzy dowództwa grup pancernych, jako pośrednie ogniwo dowodzenia pomiędzy jednostkami a Dowództwem Broni Pancernych. 2 d.pg.panc. z dniem 1 sierpnia 1938 podporządkowany został dowódcy 3 Grupy Pancernej. Ponadto dywizjon był jednostką administracyjną (od 1 kwietnia 1938 – oddziałem gospodarczym) i jednostką mobilizującą.
20 stycznia 1930 roku Minister Spraw Wojskowych „zatwierdził dzień 5 czerwca, jako datę święta 2 dywizjonu pociągów pancernych”.

## Organizacja pokojowa dywizjonu
- dowództwo
- szkolny pociąg pancerny
- kadrowy (manewrowy) pociąg pancerny[b]
- pluton ogniowy
- pluton motorowy
- pluton wypadowy sapersko-minerski
- pluton łączności
- kompania drezyn
- kwatermistrzostwo
  - pluton gospodarczy
  - park
  - warsztaty

## Kampania wrześniowa
Dowódcą dywizjonu w kampanii wrześniowej był mjr Sączewski.
W dniach 24-26 sierpnia 1939, w mobilizacji alarmowej, zgodnie z planem mobilizacyjnym „W”, dywizjon sformował pięć pociągów pancernych, które zamiast dotychczasowych nazw otrzymały numery:
- pociąg pancerny nr 51 (eks-„Pierwszy Marszałek”) – kpt. Leon Cymborski, od 2 września kpt. Zdzisław Rokossowski, przydział Armia „Kraków”
- pociąg pancerny nr 52 (eks-„Piłsudczyk”) – kpt. Mikołaj Gonczar, przydział Armia „Łódź”
- pociąg pancerny nr 53 (eks-„Śmiały”) – kpt. Mieczysław Malinowski, przydział Armia „Łódź”
- pociąg pancerny nr 54 (eks-„Groźny”) – kpt. Jan Rybczyński, od 2 września kpt. Józef Kulesza
- pociąg pancerny pr 55 (eks-„Bartosz Głowacki”) – kpt. Andrzej Podgórski, początkowo przydział Grupa Operacyjna „Wyszków”, od 3 września, przydzielony do Armii „Prusy”

Po zakończeniu mobilizacji wszystkie pociągi przemieściły się do rejonów operacyjnych armii. Losy pociągów pancernych są opisany w ich artykułach.
W II rzucie mobilizacji powszechnej dywizjon miał sformować Ośrodek Zapasowy Pociągów Pancernych nr 1. Z chwilą zakończenia mobilizacji dywizjon ulegał likwidacji. W etacie ośrodka zapasowego przewidziany był między innymi szkolny pociąg pancerny. 1 września dowództwo tego pociągu objął kpt. Franciszek Pietrzak.
2 września po klęsce 6 Dywizji Piechoty pod Pszczyną zaczęto planować ewakuację dywizjonu. Mobilizacja jednostek II rzutu rozpoczęła się 4 września. Według Krawczaka i Odziemskiego, tego samego dnia dywizjon rozpoczął ewakuację z Niepołomic do Tarnobrzega, gdzie miał powstać Ośrodek Szkoleniowy Kadr Uzupełniających (Krawczak i Odziemski piszą, że „4 września rezerwistów i część kadry pod dowództwem mjr. Stanisława Sączewskiego, mjr. Józefa Dorzańskiego, kpt. Zygmunta Zawiłły i por. Jana Massalskiego załadowano do pociągu ewakuacyjnego”; jest to błąd – na stronie 32 swoich pamiętników kpt. Konieczny jasno stwierdza „majorowie Sączewski, Dobrzański, kpt. Zawiłą, kpt. Starzewski, Trębakiewicz ” poruszali się transportem samochodowym). Konieczny i Brzeski podają także, że transporty kolejowe i samochodowe opuściły Niepołomice dopiero 5 września. Transportem ewakuacyjnym dowodził kpt. Bronisława Koniecznego; w swoim pamiętniku podaje „oficerów było trzech, tj. ja, por. [Cezary] Masalski i jeden ppor. przydzielony z DOK jako informator.” Transportem samochodowym prawdopodobnie dowodził kpt. Lichnowski. Transport składał się z 23 wagonów. Nad ranem 5 września do wagonów dołączono lokomotywę, i pociąg ewakuacyjny ruszył. W okolicy stacji Brzesko na skutek nalotu zginął jeden z żołnierzy pociągu. Przez Brzesko-Bogumiłowice – Tarnów-Dębicę pociąg dojechał do Tarnobrzega 7 września.
W źródłach pojawiają się sprzeczne informacje co do losów transportu ewakuacyjnego. Według Krawczaka i Odziemkowskiego, miejsce przewidziane na zakwaterowanie było zbombardowane, podczas postoju pociągu nalot uszkodził pociąg ewakuacyjny – zniszczona została lokomotywa, spłonęły wagony; po tym wydarzeniu ewakuowanych zabrały samochody ciężarowe na Sandomierz – Lwów – Brody – Stanisławów – Kołomyję, 19 września kolumna przekroczyła granicę państwa. Odmienny przebieg wydarzeń podaje kpt. Konieczny. Potwierdza dotarcie na stację Tarnobrzeg 7 września; stację zastał zbombardowaną i opuszczoną. Ponieważ tylko jeden tor był zdatny do przejazdu, a za pociągiem ewakuacyjnym czekały inne, pociąg musiał ruszyć, zatrzymując się na bocznym torze w pierwszej stacji za Tarnobrzegiem w kierunku na Rozwadów (Sobów). Kpt. Konieczny wysłał por. Masalskiego na poszukiwania dowództwa; wieczorem ten zameldował telefonicznie, że spotkał dowództwo dywizjonu koło Tarnobrzega, i mjr Sączewski nakazał doprowadzić transport do Żurawicy. Na stację Rozwadów pociąg dotarł ok. godziny 20.00 8 września. Rankiem 9 września pociąg dotarł do stacji Nisko. Ok. godziny 14.00 pociąg dotarł do Przeworska, który opuścił 9 września. Na trasie do Jarosławia, 10 września, pociąg utknął w zatorze, razem ze szkolnym pociągiem kpt. Pietrzaka. Tam po nalocie pociągi zostały zaatakowane przez piechotę i jednostki zmotoryzowane nieprzyjaciela. Unieruchomiony pociąg opuszczono pod ostrzałem niemieckim; tak koniec kolejowego transportu ewakuacyjnego opisał jego dowódca.

## Kadra dywizjonu
Dowódcy dywizjonu
- ppłk art. Wiktor Hein (IV 1928 – XII 1929[21] → dowódca 3 pac)
- ppłk art. Stefan Mazurkiewicz (XII 1929[21] – III 1938)
- mjr Zygmunt Chabowski (III 1938 – II 1939)
- mjr art. Tadeusz Sączewski[22] (do IX 1939)

Zastępcy dowódcy dywizjonu
- mjr art. dr Karol Władysław Mikołajczyk (IV 1928[23] – III 1929[24] → p.o. kierownika I referatu PKU Łomża)
- mjr / ppłk art. Maksymilian Wzacny (XII 1929[25] – III 1932[26] → komendant OC Leśna)
- mjr piech. Jan Emil Pelikan (od VII 1932[27])
- mjr Józef II Dobrzański (1939)

Oficerowie dywizjonu
- kpt. art. Tadeusz Smyczyński (od 1 IV 1928[28])
- kpt. art. Albin Olejnik[29].

Organizacja i obsada personalna w 1939
Obsada personalna dywizjonu w marcu 1939 roku:
- dowódca dywizjonu – vacat
- zastępca dowódcy – mjr Józef II Dobrzański
- adiutant – kpt. Zdzisław Stanisław  Rokossowski
- lekarz medycyny – por. lek. Walenty Sawiński
- kwatermistrz – kpt. Zygmunt Zawiła
- oficer mobilizacyjny – kpt. Jan I Rybczyński
- oficer administracyjno-materiałowy – kpt. adm. (br. panc.) Jan Wiktor Lichnowski
- oficer gospodarczy – kpt. int. Bronisław Stanisław Konieczny
- dowódca plutonu łączności – por. Bolesław Sitkowski
- dowódca szkolnego pociągu pancernego – kpt. Mikołaj Gonczar
- dowódca 1 plutonu podoficerskiego – kpt. Franciszek Pietrzak
- dowódca 2 plutonu podoficerskiego – por. Wacław Elertowicz
- dowódca pociągu pancernego – kpt. Leon Cymborski
- dowódca plutonu technicznego – por. Antoni Mieczysław Solon
- dowódca 1 plutonu ogniowego – vacat
- dowódca 2 plutonu ogniowego – chor. Walenty  Grobelny
- dowódca skadrowanego pociągu pancernego – kpt. Józef Kulesza
- dowódca kompanii drezyn pancernych – kpt. Andrzej Podgórski
- komendant parku – kpt. adm. (art.) Edward Starzewski
- kierownik warsztatów – kpt. Lech Wiktor Trębaczkiewicz
- kierownik składnicy – chor. Józef Jekiel
- komendant kadry dywizjonu – por. Cezary Masalski
- na kursie – kpt. Mieczysław I Malinowski
- na kursie – por. piech. Zdzisław Jan Gawroński
- na kursie – por. piech. Karol Kulas

## Symbole dywizjonu
Sztandar

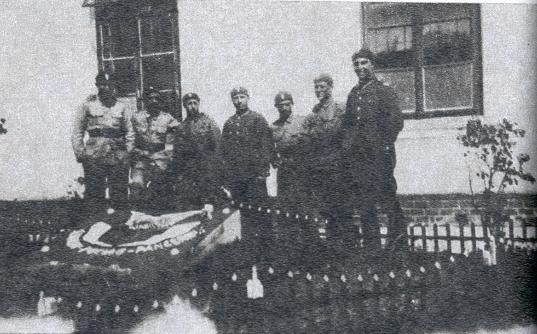
Znak 2 Dywizjonu Pociągów Pancernych przed budynkiem koszar

Sztandar ufundowany został przez społeczeństwo Niepołomic. Komitetowi fundacyjnemu sztandaru przewodniczył burmistrz Władysław Pikulski.
Zarządzeniem Prezydenta Rzeczypospolitej Polskiej z 25 marca 1938 nadano dywizjonowi sztandar. Jak wszystkie sztandary broni pancernych, posiadał on ujednoliconą prawą stronę płatu. Zamiast numeru oddziału, na białych tarczach między ramionami krzyża kawaleryjskiego występował Znak Pancerny. Znak ten występował również na przedniej ściance podstawy orła.
Na lewej stronie płatu sztandaru umieszczono:
- w prawym górnym rogu – wizerunek Matki Boskiej Częstochowskiej
- w lewym górnym rogu – wizerunek św. Michała
- w prawym dolnym rogu – godło Niepołomic
- w lewym dolnym rogu – odznaka honorowa 2 dywizjonu pociągów pancernych

- na górnym ramieniu krzyża kawalerskiego napis: „Przemyśl 10-11 XI.1918”,
- na dolnym ramieniu krzyża kawalerskiego napis: „Lwów XI.1918 – VI.l919”,
- na lewym ramieniu krzyża kawalerskiego napis: „Pohrebyszcze 29.V.1920”,
- na prawym ramieniu krzyża kawalerskiego napis: „Zamość 29-31 VIII.I920”.

Uroczyste wręczenie sztandaru odbyło się 26 maja 1938 na Polu Mokotowskim w Warszawie. Sztandar wręczył reprezentujący Prezydenta RP i Naczelnego Wodza – minister Spraw Wojskowych gen. dyw. Tadeusz Kasprzycki.
Wręczenia dokonano w Warszawie 26 maja 1938. W skład pocztu odbierającego sztandar wchodzili: kpt. Jan Rybczyński, sztandarowy – chor. Walenty Grobelny oraz Bolesław Sitkowski. Sztandar do września 1939 przechowywany w dowództwie dywizjonu w Niepołomicach.
1 września sztandar powierzono dowódcy szkolnego pociągu pancernego kpt. Pietrzakowi. 5 września pociąg opuścił Niepołomice. 10 września w godzinach rannych pociąg zatrzymał się w odległości 5 km od Jarosławia. Tu stoczył swoją ostatnią walkę. Kpt. Pietrzak nakazał sierż. Stanisławowi Hajdukowi zabrać sztandar i udać się na wschód. Sierż. Hajduk przedostał się do Rumunii, gdzie w Ploesti oddał sztandar dowódcy dywizjonu mjr. Tadeuszowi Sączewskiemu. Mjr Sączewski trafił do z obozu internowanych oficerów w Targovista, gdzie zmarł. Przedtem sztandar przekazał żonie prosząc ją o oddanie go władzom wojskowym w attachacie w Bukareszcie. Z Bukaresztu sztandar odesłano do Francji, a później ewakuowano do Wielkiej Brytanii. Aktualnie znajduje się w Muzeum im. gen. Sikorskiego w Londynie.
Odznaka pamiątkowa
29 listopada 1929 roku Minister Spraw Wojskowych zatwierdził wzór i regulamin odznaki pamiątkowej 2 d.pg.panc..
Odznakę stanowi krzyż polski, srebrny, oksydowany i emaliowany na biało. W centrum pomarańczowa tarcza z hełmem rycerskim.
Druga odznaka pamiątkowa została zatwierdzona rozkazem MSWojsk., Dz. Rozk. Nr 5/38 z 14 V 1938, G.M. 3013. Repr. 1938 r.

## Izba pamięci
W Jednostce Wojskowej nr 4115 w Niepołomicach znajduje się wojskowa izba pamięci Dywizjonu.
Niestety, Niepołomicką Jednostkę Wojskową, jak i stację kolejową, poligon i bocznice – zlikwidowano. Na jej terenie
mieści się osiedle mieszkaniowe.